# Svarttjärnen (Björna socken, Ångermanland, 707794-162185)
Svarttjärnen är en sjö i Örnsköldsviks kommun i Ångermanland och ingår i Gideälvens huvudavrinningsområde.